# جين جالزي
جين جالزي (بالفرنسية: Jeanne Galzy)‏ ولدت في 30 سبتمبر 1883 في مونبلييه وتوفت بنفس المكان في 7 مايو 1977. وهي روائية وكاتبة سيرة ذاتية فرنسية. وهي عضوة بلجنة التحكيم بجائزة فيمينا الأدبية. حصلت على جائزة فيمينا الأدبية عام 1923.